# 棕眉山岩鹨

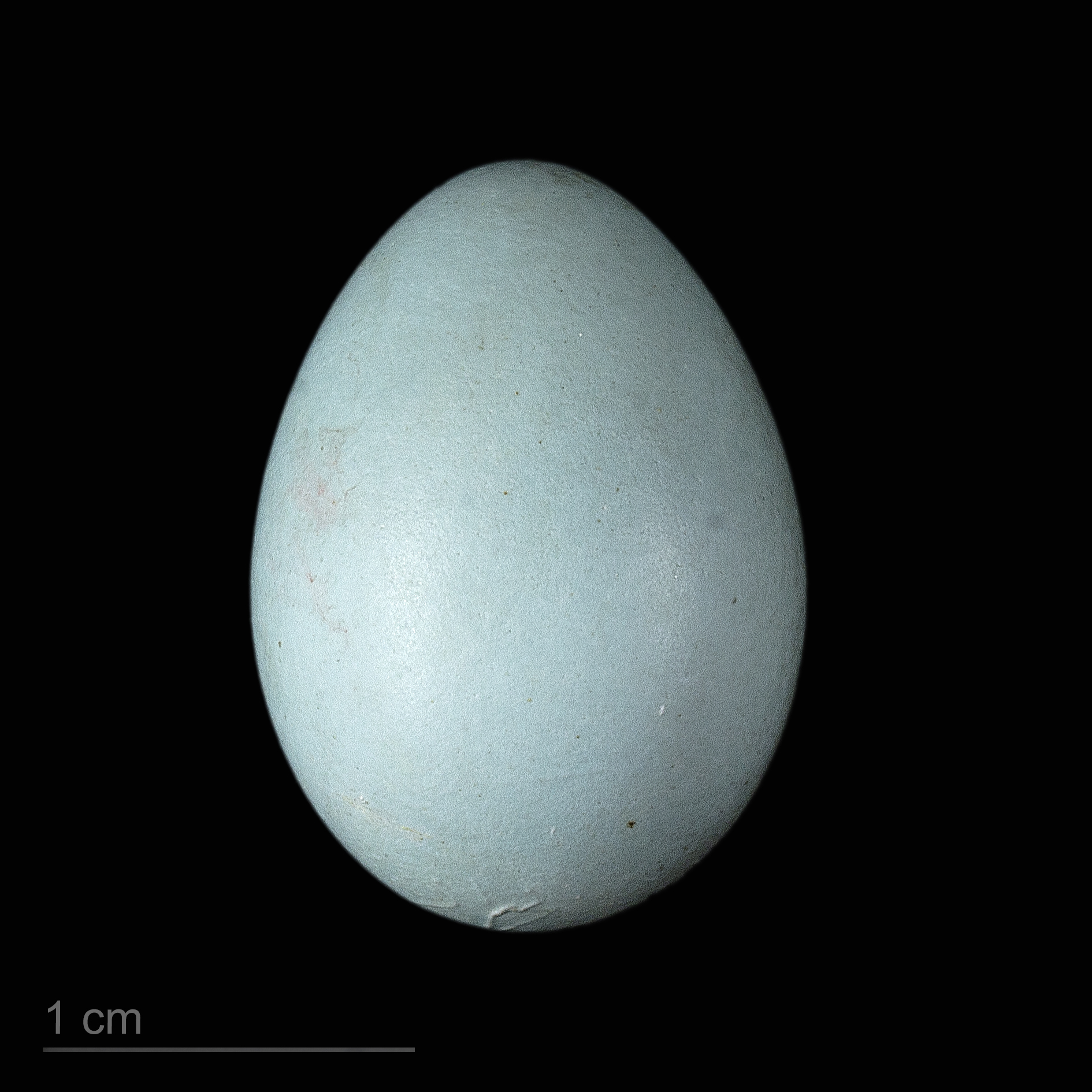
卵 Prunella montanella

棕眉山岩鹨（学名：Prunella montanella）为岩鹨科岩鹨属的鸟类。分布于西伯利亚、蒙古、朝鲜以及中国大陆的东北、河北、山东、陕西、宁夏、青海、甘肃、上海等地。该物种的模式产地在西伯利亚外貝加爾山脈。